# 对不起，我爱你 (电视剧)
《对不起，我爱你》（韓語：미안하다, 사랑한다）為韓國KBS於2004年11月8日播出的月火迷你連續劇，由蘇志燮、林秀晶主演，李慶熙擔任編劇，描寫围绕着男主角在澳大利亚的不幸人生开始，一直到他在母国韩国过世为止的故事。

## 故事概要
车武赫（蘇志燮飾）在襁褓时期被一个澳洲家庭收养，从小就在墨尔本长大，不幸的是，他在年少时又被这个家庭抛弃，一直过着荒廢的生活。武赫发誓等找到自己的那个穷光蛋亲生母亲后，要带给她一切她想要的，甚至要给她买套房子。虽然有着曾经爱着自己的女朋友文智英，但是在她认识了一名当地有钱有势的男人后，又抛弃了他。经过了一番和智英的波折后，武赫为了保护智英而导致脑部受到重伤，被打入一颗金属弹头。
武赫带着那颗弹头，对于母亲的期待，和不到一年的生命回到了韩国。在这里，武赫却要面对一个不能让他接受的事实，这间接的点燃了他的恨与复仇心。但是同时，武赫又遇到了曾经在澳洲搭救过的女人——宋恩彩（林秀晶飾），从此展开了一段淒美的爱情悲剧……

## 演員陣容

### 主要人物
- 蘇志燮 饰 车武赫

遭到棄養的武赫被澳大利亞家庭所收養，10歲那年離家出走，為了在黑社會生存打過群架，也販賣過毒品。後來與同樣是被收養的韓國女孩文智英相戀，但是她卻背叛武赫嫁給了澳洲黑社會大亨。在智英舉行婚禮當天，武赫挨了黑社會的子彈，雖然被救活了，但留在腦袋裏的子彈隨時都會要了他的命。感到時日不多的武赫決定回到韓國尋找生母，卻發現母親過著富裕且幸福的生活，無法接受事實的武赫想要對她展開報復。
- 林秀晶 饰 宋恩彩

全家一起住在崔允的家裏，父親是崔允家的司機，母親是管家。從小和崔允一起長大，是無話不談的朋友，甚至比崔允自己更瞭解他。20年來恩彩一直暗戀著崔允，但對崔允來說，恩彩只是好朋友。當崔允愛上了自己的死黨姜敏珠，她做起愛情傳遞天使，雖然傷心但是只要崔允幸福就夠了。恩彩的生命中出現了車武赫這個男人，是武赫讓她體會到真實的存在，想留在武赫身旁，但這時崔允也想珍惜她的感情。

### 其他人物
- 鄭敬淏 飾 崔允

國內最紅的歌手，他的微笑具有致命的殺傷力。愛上了女歌手姜敏珠，可是在兩人公開戀情還不到一個月之後，就被無情拋棄。這時才明白自己真正愛的是恩彩。然而，恩彩卻把視線轉向了他的哥哥武赫。在武赫的算計之下，他漸漸陷入了痛苦與自私的擺盪中。
- 徐智英 飾 姜敏珠

和恩彩是高中时代就一起玩的朋友，敏珠深深知道允对于自己的喜欢，但是似乎总是不能满足于允给予她的感情。敏珠对于爱情的观点就像一次游戏一般。
- 李慧英 飾 奧黛莉

崔允的母親、武赫的生母。穿著光鮮、有風韻，外表的優雅和她的內在形成強烈反差，其實她無知、淺薄又勢利。有過悲傷的過去，年輕時和一些政界人士、明星有過很多的風流韻事。崔允是她全部希望，至於他是誰的兒子無人知曉。
- 崔汝珍 飾 文智英

和武赫一起生活七年，没有接受过他的求婚，直到离开武赫的那刻，从来没有否认自己爱着武赫的事实。但是比起武赫对于她的那份廉价的爱情，智英更期待过荣华富贵的生活。在墨尔本的一间时尚店里，武赫想用几块零钱来买一件裙子送给智英的时候，智英陪着那个送给她钻戒的男人出现在武赫面前。
- 全慧珍 飾 尹瑞慶
- 朴健泰 飾 金刀魚
- 李英河 飾 宋大千
- 金惠鈺 飾 張惠淑
- 申　久 飾 閔賢錫
- 玉智英 飾 宋淑彩
- 鄭智安 飾 宋閔彩
- 申東旭 飾 姜敏珠交往的男星 赵永宇

## 音樂
《對不起，我愛你》的主題曲「雪之花」原作來自中島美嘉的單曲《雪花》（雪之華），劇中使用兩個翻唱版本，分別由朴孝信和徐英恩演唱。
- 《对不起，我爱你》OST（發行日期：2004年11月12日）

| 曲序 | 曲目                 | 演唱            |
| ---- | -------------------- | --------------- |
| 1.   | Intro                | Various Artists |
| 2.   | 雪之花               | 朴孝信          |
| 3.   | 像最初那样           | 郑在旭          |
| 4.   | 心只有他             | J               |
| 5.   | 一天过去             | Bada            |
| 6.   | 回来吧               | 郑在旭          |
| 7.   | 巨人                 | J               |
| 8.   | Flying Without Wings | Westlife        |
| 9.   | 有价值的人           | 金成弼          |
| 10.  | 删掉的记忆           | 李素贞          |
| 11.  | Wherever You Will Go | The Calling     |
| 12.  | 像最初那样（Inst.）  | Various Artists |
| 13.  | 一天过去（Inst.）    | Various Artists |
| 14.  | 雪之花（Inst.）      | Various Artists |
| 15.  | Outro                | Various Artists |

- 《对不起，我爱你》OST- Vol.2:Never Ending Story（發行日期：2004年12月24日）

| 曲序 | 曲目                    | 演唱            |
| ---- | ----------------------- | --------------- |
| 1.   | Main Title              | Various Artists |
| 2.   | 恩彩和武赫的初吻        | Various Artists |
| 3.   | 雪之花（Acoustic Ver.） | 徐英恩          |
| 4.   | 在墨尔本的大街上        | Various Artists |
| 5.   | 最后的抉择              | Various Artists |
| 6.   | 允，没关系（恩彩 Nar.） | Various Artists |
| 7.   | 重要的人[允]            | 鄭敬淏          |
| 8.   | 孩子和妈妈              | Various Artists |
| 9.   | 异邦人                  | Various Artists |
| 10.  | 武赫的祈祷              | Various Artists |
| 11.  | 我向你发誓（武赫 Nar.） | Various Artists |
| 12.  | 雪之花（Inst.）         | Various Artists |
| 13.  | 命运                    | Various Artists |
| 14.  | 真实                    | Various Artists |
| 15.  | 恩彩的房间              | Various Artists |
| 16.  | 恩彩的告白（恩彩 Nar.） | Various Artists |
| 17.  | 心动                    | Various Artists |
| 18.  | 妈妈的照片              | Various Artists |
| 19.  | Talk to Me              | Machan          |
| 20.  | 遮住的岁月              | Various Artists |

### 其他搭配歌曲
- 台灣衛視中文台版本
  - 片頭曲：汪佩蓉《只要你快樂》
  - 片尾曲：范瑋琪《不眠》

## 翻拍
土耳其Fox翻拍成電視劇《A Love Story》， 2013年3月26日播出。
中國北京海潤影業有限公司、華夏電影及電影頻道節目中心聯合出品翻拍成電影《對不起，我愛你》，由錦榮、溫心、王姬、黃愷傑演出，2014年1月3日上映。
泰國One 31播出，Exact & Scenario翻拍成電視劇《對不起 我愛你》，由米提隆·班栓、Punch Worakarn Rojjanawat、Nok Sinjai Hongtai演出，2016年3月2日播出。
日本TBS翻拍成電視劇《對不起，我愛你》由長瀨智也、吉岡里帆、坂口健太郎、大竹忍演出，2017年7月9日播出。

## 摘言
- 初次相遇

“日本人吗？我也是日本人…你是中国人吗？我也住在Chinatown的…难道是韩国人吗？” —— 车武赫
“韩国人吗？…这下有救了…得救了…得救了…得救了…(哭)” —— 宋恩彩
- 經典台詞
  - 車武赫

  1. 對不起，我不能讓你在身邊，因為你在身邊，會讓我想活下去......
  2. 那裡會是什麼樣的呢？會比從這兒看…更美更酷嗎？我馬上會去，要不了多久，就會去了
  3. 老天爺如果您真的存在我……向您允諾宋恩彩……如果您讓她……在我的餘生裡陪在我身邊如果您讓她在我餘下的時間裡安撫我，如果您不再讓我受傷那麼我願意……馬上放棄一切，仇恨也罷，憤怒也罷，我願意拋開一切靜靜地……安靜地離開，老天爺，我向您，鄭重起誓……
  4. 黑暗把你們浸染的時候，我在哪裡？在哪裡？在陌生的街頭，我滿嘴的酒氣，連流浪貓都遠離我，你也不會為我流淚，你的眼淚呢？我真不應該回來的......曾經像垃圾一樣被扔掉的我，乾脆就像垃圾般的活著，就應該像垃圾一樣無聲無息的找個地方去死
  5. 為什麼我砍的是他，流血的是你
  6. 你再哭的話，我就把你娶回家啦！想吃什麼？想吃飯還是想跟我親親？想吃飯還是想和我睡覺？想吃飯還是想和我一起去死？
  7. 我來救活他...允...我會救活他的...所以，不要哭了，我無法眼睜睜地看到你流淚！
  8. 石頭，石頭，你不願意的話，絕對不會騷擾你，不會動你一根毫毛....老實說這是謊話，就到親嘴為止吧！即使那樣你寧死也不從的話，那就拉倒吧！只要望著你就好，不牽手，也不親嘴，就望著你，來我身邊吧？石頭……
  9. 媽媽，在來世，也會以媽媽的兒子出生的，到那時，一定會成為媽媽既可愛又善良的兒子！我愛你.....媽媽...我這一生無時無刻都在想你，媽媽，謝謝你把我生下，謝謝……
  10. 像個垃圾一樣被丟棄的我，乾脆就像垃圾般的活著，像個垃圾般無聲無息地消失掉才對……

- - 宋恩彩

  1. 即使活著也極其孤獨的他，無法把那樣的他留在那裡，我的生涯中就這一次，要只想著我自己，要為我自己而活！我會接受懲罰的……
  2. 我想抱一下大叔，上次我沒抱你，現在想抱抱可以嗎？暖和嗎？不再孤獨了吧……
  3. 從現在開始，我們...來世再會吧，大叔跟我，今生注定沒有緣分，我們來世再見吧！到那時，無論有什麼事情，我都不會錯過大叔的……
  4. 死亡也沒有什麼特別的，很正常啊，人本來就要死的，在兩個相愛的時間裡，哪怕是再短的時間，兩個人過得幸福美滿，這樣過活就足夠了，就這樣浪費不多的時間，不覺得冤枉嗎？
  5. 大叔離開以後，我們的石頭會有多悲傷，會有多痛苦，所以大叔逃避我，我都知道的，但是大叔有一點沒弄沒弄明白，留下的人，怎麼也都可以活下去的，可憐的只有離開的人...還有，我是石頭啊，很健忘，記性又差，腦子又不好！我啊，大約一個月，可能就會忘掉，很痛苦，但一個月之後，可以跟朋友一起說笑，可以一起吃飯，看戲劇片，哈哈大笑~我會好好活下去的。所以大叔不要太為我擔心，所以，我，送走大叔之後...我不會裝蒜...我會更加善待自己...會更加愛你，不再讓我有任何遺憾了，跟我一起玩吧！大叔，絕對不要哭，也不要悲傷，盡最大努力，歡快地跟我玩吧........
  6. 我的人生裡有兩個男人，一個是從我5歲的時候便開始喜歡了20年的親人一樣的男人允，還有就是某天突然出現在我面前的狂放不羈的男人武赫……
  7. 直到無意中聽到大叔的病，我才知道什麼叫浪費生命。我浪費了大叔的生命。我再也不會可憐大叔了，大叔為了自己心愛的人連命都可以不要，大叔一點都不可憐。世界上最可憐的人是沒有回憶的人。

## 獎項
| 年份 | 單位                | 獎項                      | 得獎者         | 結果 |
| ---- | ------------------- | ------------------------- | -------------- | ---- |
| 2004 | KBS演技大賞         | 男子優秀演技獎            | 蘇志燮         | 獲獎 |
| 2004 | KBS演技大賞         | 女子新人獎                | 林秀晶         | 獲獎 |
| 2004 | KBS演技大賞         | 青少年演技獎              | 朴健泰         | 獲獎 |
| 2004 | KBS演技大賞         | 人氣獎                    | 蘇志燮、林秀晶 | 獲獎 |
| 2004 | KBS演技大賞         | Netizen獎                 | 蘇志燮、林秀晶 | 獲獎 |
| 2004 | KBS演技大賞         | Best Couple獎             | 蘇志燮、林秀晶 | 獲獎 |
| 2005 | 第41屆 百想藝術大賞 | 電視部門 最優秀男子演技獎 | 蘇志燮         | 獲獎 |
| 2005 | 第41屆 百想藝術大賞 | 電視劇 作品獎             | 對不起，我愛你 | 獲獎 |
| 2005 | 第41屆 百想藝術大賞 | 劇本獎                    | 李慶熙         | 提名 |
| 2005 | 第41屆 百想藝術大賞 | 電視部門 女子新人獎       | 林秀晶         | 提名 |

## 腳註
1. ↑  黃愷傑談出演電影：不靠母親趙雅芝 （页面存档备份，存于）（中文）
2. ↑  《對不起》公映 錦榮蔡依林微博甜蜜互動 （页面存档备份，存于）（中文）
3. ↑  ＴＯＫＩＯ長瀬、ＴＢＳ系「ごめん、愛してる」で１８年ぶりラブストーリー主演 （页面存档备份，存于）（日語）